# Hermann Lilie (Politiker)
Hermann Lilie, auch Lilien, (* vor 1453; † 1516 in Niedereimer) war Bürgermeister der Stadt Werl in den Jahren 1499, 1500 und 1516 (Möglicherweise auch noch in anderen Jahren).

## Leben
Eine Tätigkeit als Ratsherr in Werl ist für die Jahre 1473, 1474, 1477, 1478, 1485, 1486, und 1505 nachgewiesen. 1491, 1492, 1495 und 1496 war er Kämmerer der Stadt. Lilie, ein Werler Erbsälzer, war verheiratet mit Elisabeth Blesse, der Tochter des Werler Erbsälzers und Altbürgermeisters Johann Blesse und dessen Frau Geudeken geborene Bitter aus Attendorn. Elisabeth Lilie war 1524 im Kalandsbuch der Stadt Werl bei den weiblichen Mitgliedern aufgeführt. 
Die Erbsälzer waren eine besonders stark vertretene Gruppe in der exklusiven Gebetsbruderschaft der Kalandsgemeinschaft. Ein weiteres Mitglied war auch Cracht Wulf zu Füchten, der möglicherweise für den Tod des Lilien verantwortlich war. In einer Urkunde der Erbsälzer vom 20. Februar 1517 werden Streitigkeiten zwischen den Sälzern und der Witwe Lilie genannt. Der Historiker Johann von der Berswordt erwähnt in dem von ihm verfassten Werk Westfälisches Adeliges Stammbuch: „1516 den 28. Dezember tötete Bracht (richtig Cracht) Wulff zu Füchten, der mit der Stadt in Feindschaft lebte, deren Bürgermeister Lilie unterhalb Arnsbergs durch einen Flintenschuß, wo noch heute ein steinernes Kreuz mit der Inschrift am Lilienkreuz steht.“
Zwischen 1698 und 1768 lebte Franz Goswin von Michels aus dem Geschlecht Michels, er schreibt in seinen Genealogien Soester Geschlechter: Cracht Wulf gnt. Lüdinghausen + impolis... eine von Schüngel; er hat den Herrn Bürgermeister v. Lilien ermordet, mutwilliger weise auf der Landstraßen. (Michels stellte fälschlicherweise dem Lilie ein Adelsprädikat voran und fügte am Ende ein n hinzu). Die beiden Historiker Karl Féaux de Lacroix aus Arnsberg und Franz Josef Mehler aus Werl schrieben 1890 in fast gleichem Wortlaut über die Tat, sie nutzten wohl die vorgenannten Quellen.